# جانیک سامر
جانیک سامر (انگلیسی: Jannik Sommer؛ زادهٔ ۱۳ سپتامبر ۱۹۹۱) بازیکن فوتبال اهل آلمان است.
از باشگاه‌هایی که در آن بازی کرده‌است می‌توان به باشگاه فوتبال کیکرز اوفنباخ اشاره کرد.